# Bárcena del Bierzo
Bárcena del Bierzo es una localidad española perteneciente al municipio de Ponferrada, en la comarca de El Bierzo, provincia de León, comunidad autónoma de Castilla y León.

## Demografía
| Gráfica de evolución demográfica de Bárcena del Bierzo entre 2000 y 2023 |
|                                                                          |
| Población de hecho según los censos de población del INE.                |